# Heilig Geist (St. Wendel)

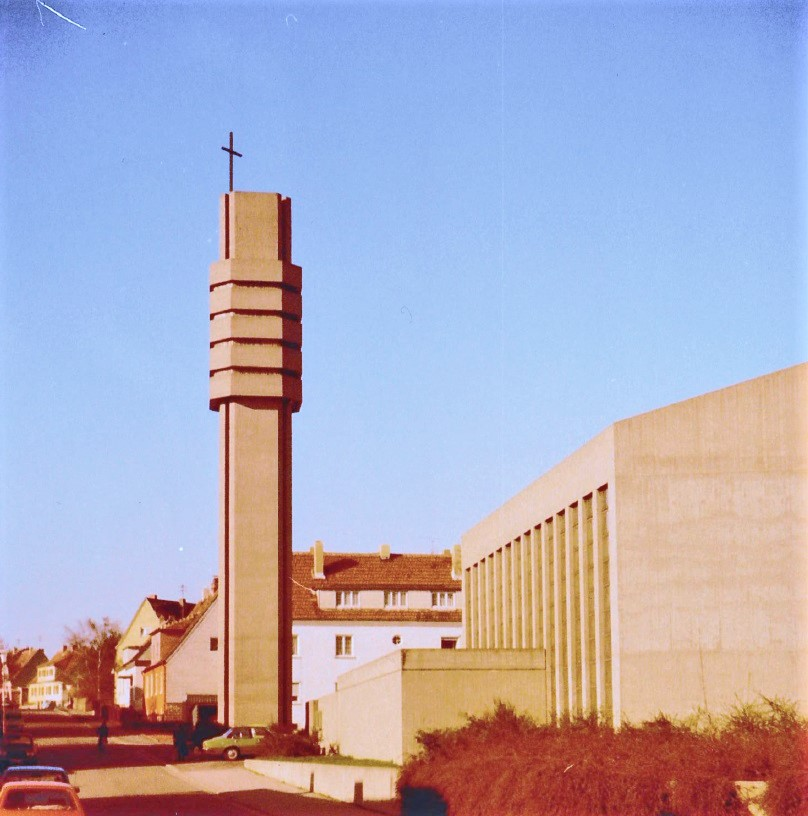
Filialkirche Heilig Geist auf dem Tholeyer Berg

Die Kirche Heilig Geist war eine römisch-katholische Filialkirche des Bistums Trier im saarländischen St. Wendel. Sie gehörte zur Pfarrei St. Anna.

## Geschichte
Mit der Expansion der Stadt St. Wendel nach dem Zweiten Weltkrieg mit neuen Siedlungen auch auf dem Tholeyer Berg wuchs das Bedürfnis einer Kirche als pastorales Zentrum vor Ort stark an. Die Filialkirche Heilig Geist an der Coburger Straße auf dem Tholeyer Berg wurde in den Jahren 1965 bis 1967 nach den Plänen des Architekten Hanns Schönecker errichtet und am 10. Dezember 1967 durch Weihbischof Carl Schmidt geweiht.
Nachdem Anfang der 2000er Jahre notwendige Sanierungsarbeiten am Gebäude nicht mehr durch die Kirchengemeinde getragen werden konnten, fiel der Beschluss die Filialkirche aufzugeben. Am 29. Juni 2003 fand der letzte Gottesdienst in Heilig Geist statt, bei dem die Kirche profaniert wurde. Im Jahr 2006 wurde das Kirchengebäude abgerissen. Auf dem Grundstück befinden sich heute private Wohnhäuser.

## Baubeschreibung

### Äußeres
Der weithin sichtbare Betonturm erreichte eine Höhe von 28 m und befand sich freistehend seitlich neben dem Kirchengebäude. In dessen oberen Drittel kragte der in vier Segmente unterteilte achteckige Turmkorb hervor. Das Kirchengebäude selbst war auf rechteckigem Grundriss von außen schlicht gestaltet, wobei die die Stirnwände leicht schräg nach außen verliefen.

### Inneres
Das Innere der Kirche bot 350 Sitzplätze und erreichte im Giebel eine maximale Höhe von 9 m.

## Ausstattung

### Kircheninventar
Das gesamte Kircheninventar konnte an Kirchen in der näheren Umgebung abgegeben werden. Altar, Ambo und Tabernakel befinden sich heute in der katholischen Filialkirche Mariä Himmelfahrt in Bosen. Die Kirchenbänke wurden an die Pfarrkirche St. Marien in Grügelborn abgegeben.

## Orgel

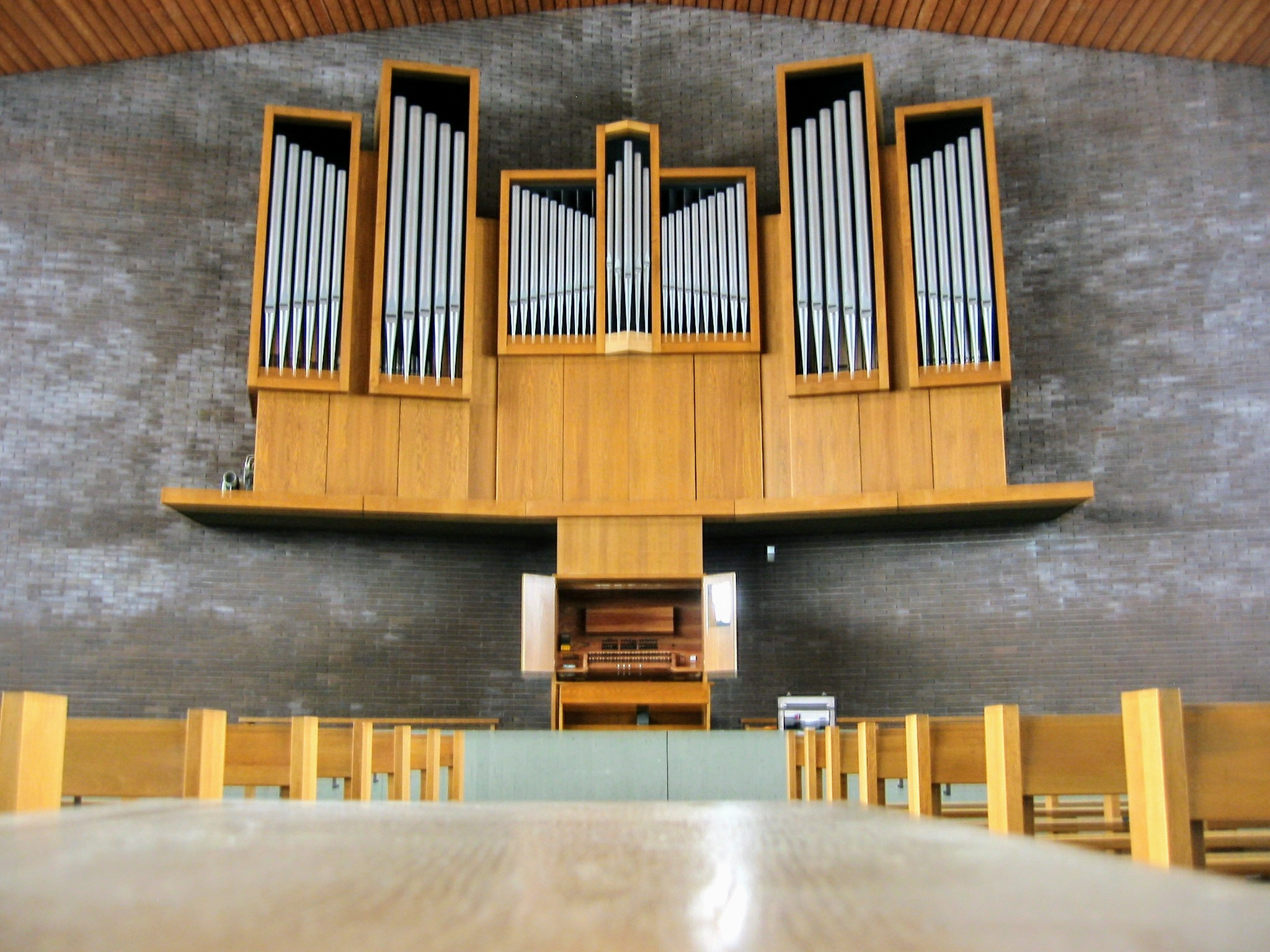
Die Weise-Orgel im Jahr 2005 kurz vor ihrem Abbau.

Die Orgel befand sich an der Rückwand der Kirche und war im Jahr 1981 durch die niederbayrische Firma Reinhard Weise aus Plattling erbaut worden. Sie befindet sich nun unverändert in der katholische Pfarrkirche St. Lambertus in Noviand an der Mosel.
Das Instrument besitzt 15 Register auf zwei Manualen und Pedal. Die Spieltraktur ist mechanisch, die Registertraktur elektrisch. Die Disposition ist wie folgt:
| I Hauptwerk C–g3 |            |       |
| 1.               | Prinzipal  | 8′    |
| 2.               | Holzflöte  | 8′    |
| 3.               | Oktave     | 4′    |
| 4.               | Jubalflöte | 2′    |
| 5.               | Mixtur IV  | 1 ⁄3′ |

| II Schwellpositiv C–g3 |             |       |
| 6.                     | Holzgedackt | 8′    |
| 7.                     | Koppelflöte | 4′    |
| 8.                     | Prinzipal   | 2′    |
| 9.                     | Quint       | 1 ⁄3′ |
| 10.                    | Scharf IV   | 1′    |
| 11.                    | Oboe        | 8′    |
|                        | Tremulant   |       |

| Pedal C–f1 |                 |            |
| 12.        | Subbass         | 16′        |
| 13.        | Offenbass       | 8′         |
| 14.        | Choralbass      | 4′         |
| 15.        | Rauschpfeife II | 2 ⁄3′ + 2′ |

- Koppeln: II/I, I/P, II/P
- Spielhilfen: 1 freie Kombination, 1 freie Pedalkombination, Tutti